# 데스 레이스 2050
데스 레이스 2050(Death Race 2050)은 미국에서 제작된 G.J. 에크턴캠프 감독의 2017년 액션, 코미디, SF 영화이다. 마누 베넷 등이 주연으로 출연하였고 로저 코먼 등이 제작에 참여하였다.

## 출연

### 주연
- 마누 베넷
- 말콤 맥도웰
- 마시 밀러

### 조연
- 버트 그린스테드
- 폴레이크 오로우포예쿠
- 아네사 램지
- 얀시 버틀러

## 제작진
- 총괄프로듀서: 줄리 코먼